# Вузлове (селище)
Вузлове́ (крим. Vuzlove) — селище в Україні, у Феодосійському районі Автономної Республіки Крим.
Відстань від райцентру становить 11 кілометрів по прямій.
Вперше у доступних джерелах селище зустрічається у «Довіднику адміністративно-територіального поділу Кримської області на 15 червня 1960 року».
За даними перепису 1989 року в селі проживало 64 особи.
За даними сільради на 2009 рік село займало площу 0,5 га, на якій у 7 дворах, проживало 66 осіб.